# Asplenium novoguineense
Asplenium novoguineense är en svartbräkenväxtart som beskrevs av Eduard Rosenstock. Asplenium novoguineense ingår i släktet Asplenium och familjen Aspleniaceae. Inga underarter finns listade.